# El auténtico Rodrigo Leal (España)
El auténtico Rodrigo Leal es una telenovela española, adaptación de la telenovela colombiana del mismo nombre de Caracol Televisión. Escrita por Rafael Ruiz, Patricia Reija, Amparo Redondo y Benjamín Zafra, fue producida por Grundy y emitida por Antena 3,
Protagonizada por Iván Sánchez y Cristina Urgel, con las participaciones antagónicas de Laura Manzanedo, Fernando Albizu y Raquel González.

## Argumento
El auténtico Rodrigo Leal cuenta la historia de Rodrigo Leal, un joven noble y solidario que entra en un reality show de la única manera posible que encuentra: haciéndose pasar por gay. Los problemas monetarios de su futura familia política y las necesidades de dinero que conlleva su futura boda, obligan a Rodrigo a tomar esta controvertida decisión.
Fuera del concurso, su novia Raquel, la familia de ésta y la madre de Rodrigo, siguen de cerca la dura convivencia entre los concursantes del reality, ajenos a la nueva condición de gay del joven. Una vez dentro, Rodrigo tendrá que pasar por multitud de conflictos. Uno de ellos y el más importante, será el amor irracional que comenzará a sentir por la presentadora del concurso, Carmen Morena. Por su parte, el maquiavélico Aníbal Torres, productor del programa, sólo vive preocupado por las audiencias y no tendrá ningún reparo en utilizar la “salida del armario” de Rodrigo ante las cámaras para conseguir que su programa sea todo un éxito.
El gran revuelo se forma cuando Raquel, su familia y Alma, la madre de Rodrigo, son testigos mudos de la verdad de este joven que declara ante todos ser gay. Engañada, la novia le repudia y Alma revive una misteriosa verdad...

## Elenco
- Iván Sánchez — Rodrigo Leal
- Cristina Urgel — Carmen Morena
- Laura Manzanedo — Raquel Villamil
- Empar Ferrer — Alma
- Fernando Albizu — Aníbal Torres
- Ana Milán — Begoña
- José Navar — Ramón
- Norma Ruiz — Mariaca
- María José del Valle — Anita Baquero
- Gema Jiménez — Conchi
- Saskia Guanche — Sara Guerrero
- Carlos Madrigal — Augusto Iglesias
- Chema Trujillo — Chema Collado
- Raquel González — Valentina Cuadrado
- Gemma Giménez — Conchi
- Miguel Ángel Jiménez — Felipe
- Bárbara de Lema — Susana
- Fernando Gil — Marcelo
- Montse Mostaza — Gloria
- Alfonso Sánchez — Rafa
- Cristina Fenollar — Anabel
- Amanda Marugán — Vicky
- Aure Sánchez — David Villamil
- Roberto Correcher — Lucas Beltrán
- Alicia Cifredo — Loli
- Carlos Manzanares — Antonio
- Rebeca Badía Benlloch — Luz
- Ivonne Armant — Isabel Campillo
- Ricardo Leguizamo — Marcos Quintana
- Eduardo Marchi — Manuel
- Álvaro Monje — El pelos
- Omar Muñoz — Nacho Villamil
- Octavi Pujades — César
- Andrés Resino — Don Carlos Lozano
- Belise Domínguez — Beatriz "Britney"

## Episodios y audiencias
| Temporada | Temporada | Episodios | Estreno               | Final                   | Audiencia media | Audiencia media | Audiencia media |
| Temporada | Temporada | Episodios | Estreno               | Final                   | Espectadores    | Cuota           |                 |
| --------- | --------- | --------- | --------------------- | ----------------------- | --------------- | --------------- | --------------- |
|           | 1         | 39        | 29 de agosto de 2005  | 21 de octubre de 2005   | 1 934 000       | 16,7%           |                 |
|           | 2         | 37        | 24 de octubre de 2005 | 21 de diciembre de 2005 | 247 000         | 13,1%           |                 |
| Total     | Total     | 76        | 2005                  | 2005                    | 1 091 000       | 14,9%           |                 |

### Primera temporada (2005)
| Programas emitidos | Programas emitidos       | Programas emitidos |
| N.º                | Fecha de emisión         | Audiencia          |
| ------------------ | ------------------------ | ------------------ |
| 1                  | 29 de agosto de 2005     | 2 328 000 (20,7%)  |
| 2                  | 30 de agosto de 2005     | 2 044 000 (17,8%)  |
| 3                  | 31 de agosto de 2005     | 1 982 000 (17,3%)  |
| 4                  | 1 de septiembre de 2005  | 1 914 000 (16,4%)  |
| 5                  | 2 de septiembre de 2005  | 2 463 000 (21,1%)  |
| 6                  | 5 de septiembre de 2005  | 2 483 000 (20,6%)  |
| 7                  | 6 de septiembre de 2005  | 2 064 000 (17,5%)  |
| 8                  | 7 de septiembre de 2005  | 1 960 000 (16,3%)  |
| 9                  | 8 de septiembre de 2005  | 2 134 000 (18,4%)  |
| 10                 | 9 de septiembre de 2005  | 2 249 000 (19,2%)  |
| 11                 | 12 de septiembre de 2005 | 1 992 000 (16,6%)  |
| 12                 | 13 de septiembre de 2005 | 2 229 000 (19,4%)  |
| 13                 | 14 de septiembre de 2005 | 1 897 000 (16,7%)  |
| 14                 | 15 de septiembre de 2005 | 2 141 000 (18,0%)  |
| 15                 | 16 de septiembre de 2005 | 2 394 000 (20,5%)  |
| 16                 | 19 de septiembre de 2005 | 1 789 000 (14,7%)  |
| 17                 | 20 de septiembre de 2005 | 1 750 000 (15,3%)  |
| 18                 | 21 de septiembre de 2005 | 1 894 000 (16,1%)  |
| 19                 | 22 de septiembre de 2005 | 1 845 000 (15,4%)  |
| 20                 | 23 de septiembre de 2005 | 1 829 000 (15,1%)  |
| 21                 | 26 de septiembre de 2005 | 1 810 000 (15,5%)  |
| 22                 | 27 de septiembre de 2005 | 1 935 000 (16,6%)  |
| 23                 | 28 de septiembre de 2005 | 1 970 000 (17,0%)  |
| 24                 | 29 de septiembre de 2005 | 2 034 000 (17,7%)  |
| 25                 | 30 de septiembre de 2005 | 2 011 000 (17,0%)  |
| 26                 | 3 de octubre de 2005     | 1 646 000 (14,7%)  |
| 27                 | 4 de octubre de 2005     | 1 887 000 (17,0%)  |
| 28                 | 5 de octubre de 2005     | 1 820 000 (16,7%)  |
| 29                 | 6 de octubre de 2005     | 1 633 000 (15,1%)  |
| 30                 | 7 de octubre de 2005     | 1 811 000 (16,1%)  |
| 31                 | 10 de octubre de 2005    | 1 739 000 (15,0%)  |
| 32                 | 11 de octubre de 2005    | 1 854 000 (16,5%)  |
| 33                 | 13 de octubre de 2005    | 1 722 000 (14,9%)  |
| 34                 | 14 de octubre de 2005    | 1 774 000 (15,4%)  |
| 35                 | 17 de octubre de 2005    | 1 706 000 (14,3%)  |
| 36                 | 18 de octubre de 2005    | 1 739 000 (14,8%)  |
| 37                 | 19 de octubre de 2005    | 1 596 000 (14,1%)  |
| 38                 | 20 de octubre de 2005    | 1 723 000 (15,4%)  |
| 39                 | 21 de octubre de 2005    | 1 636 000 (14,1%)  |

### Segunda temporada (2005)
| Programas emitidos | Programas emitidos      | Programas emitidos |
| N.º                | Fecha de emisión        | Audiencia          |
| ------------------ | ----------------------- | ------------------ |
| 1                  | 24 de octubre de 2005   | 286 000 (13,9%)    |
| 2                  | 25 de octubre de 2005   | 330 000 (19,2%)    |
| 3                  | 26 de octubre de 2005   | 260 000 (15,1%)    |
| 4                  | 27 de octubre de 2005   | 292 000 (15,9%)    |
| 5                  | 2 de noviembre de 2005  | 372 000 (19,4%)    |
| 6                  | 3 de noviembre de 2005  | 296 000 (15,8%)    |
| 7                  | 4 de noviembre de 2005  | 283 000 (15,9%)    |
| 8                  | 7 de noviembre de 2005  | 266 000 (13,3%)    |
| 9                  | 8 de noviembre de 2005  | 266 000 (13,0%)    |
| 10                 | 9 de noviembre de 2005  | 242 000 (12,0%)    |
| 11                 | 10 de noviembre de 2005 | 170 000 (9,4%)     |
| 12                 | 11 de noviembre de 2005 | 242 000 (12,2%)    |
| 13                 | 14 de noviembre de 2005 | 217 000 (10,8%)    |
| 14                 | 15 de noviembre de 2005 | 201 000 (9,7%)     |
| 15                 | 16 de noviembre de 2005 | 204 000 (11,1%)    |
| 16                 | 17 de noviembre de 2005 | 287 000 (14,4%)    |
| 17                 | 18 de noviembre de 2005 | 248 000 (13,8%)    |
| 18                 | 21 de noviembre de 2005 | 165 000 (9,0%)     |
| 19                 | 22 de noviembre de 2005 | 216 000 (12,5%)    |
| 20                 | 23 de noviembre de 2005 | 245 000 (13,1%)    |
| 21                 | 24 de noviembre de 2005 | 204 000 (10,9%)    |
| 22                 | 25 de noviembre de 2005 | 221 000 (11,6%)    |
| 23                 | 28 de noviembre de 2005 | 189 000 (10,7%)    |
| 24                 | 29 de noviembre de 2005 | 224 000 (11,1%)    |
| 25                 | 30 de noviembre de 2005 | 276 000 (15,2%)    |
| 26                 | 1 de diciembre de 2005  | 271 000 (13,6%)    |
| 27                 | 2 de diciembre de 2005  | 173 000 (8,6%)     |
| 28                 | 5 de diciembre de 2005  | 337 000 (17,1%)    |
| 29                 | 7 de diciembre de 2005  | 275 000 (14,4%)    |
| 30                 | 12 de diciembre de 2005 | 182 000 (9,5%)     |
| 31                 | 13 de diciembre de 2005 | 269 000 (14,1%)    |
| 32                 | 14 de diciembre de 2005 | 218 000 (11,9%)    |
| 33                 | 15 de diciembre de 2005 | 239 000 (13,6%)    |
| 34                 | 16 de diciembre de 2005 | 186 000 (10,3%)    |
| 35                 | 19 de diciembre de 2005 | 237 000 (13,9%)    |
| 36                 | 20 de diciembre de 2005 | 219 000 (11,2%)    |
| 37                 | 21 de diciembre de 2005 | 331 000 (16,7%)    |